# Formabilidade
Formabilidade é a propriedade de uma liga resistir a deformação plástica sem sofrer ruptura.